# Salvia rubropunctata
Salvia rubropunctata là một loài thực vật có hoa trong họ Hoa môi. Loài này được B.L.Rob. & Fernald miêu tả khoa học đầu tiên năm 1895.